# Vjekoslav Tomić
Vjekoslav Tomić (Split, 19. srpnja 1983.) bivši je hrvatski nogometaš koji je igrao na pozicijivratara.

## Životopis
Krenuo je s igranjem nogometa u redovima RNK Splita kao 11-godišnjak. Do poznatijeg gradskog kluba nije došao, već se zaputio do Čakovca gdje provodi 4 sezone. Isprva nije branio dok se njegov klub pokušavao plasirati u 1. HNL, a nakon ulaska u elitno društvo Tomiću je trebalo 2 sezone da se izbori za mjesto prvotimca. Tijekom sezone 2006./07. uspješno je na golu zamijenio Davora Čonkaša i ustalio se između vratnica, a u istoj sezoni je čak 4 puta bio proglašen igračem utakmice i osigurao svojoj ekipi ostanak u 1. HNL. Istaknuo se vrlo dobrim refleksima i branjenjem prilika 1 na 1, Po nekim je medijima[kojim?] bio najbolje ocijenjeni vratar lige.
Do kraja sezone zaslužio je poziv Slavena Bilića za revijalnu utakmicu hrvatske reprezentacije sa zaprešićkim Interom te transfer u splitskog Hajduka gdje bi trebao naslijediti Vladimira Balića. 
Ipak, kao prvi vratar kluba na početku je slovio iskusni Balić dok je Tomić čekao svoju prigodu s klupe. Debitirao je u 3. kolu prvenstva protiv Cibalije (0:0), a kasnije uskočio umjesto ozljeđenog Balića u susretu Kupa UEFA protiv Sampdorije. Po dolasku Sergija Krešića na trenersko mjesto postao je prvim vratarom kluba. Već nakon prve polusezone biva otpisan, te mu se tražio novi klub. Ipak, ostaje u klubu do kraja sezone nakon čega ga novopridošli Goran Vučević ostavlja u momčadi kao zamjenu neprikosnovenom Danijelu Subašiću.
Statistika u Hajduku
| Natjecanje        | Nastupi | Zgoditci |
| ----------------- | ------- | -------- |
| Prvenstvo         | 13      | 0        |
| Kup               | 2       | 0        |
| Superkup          | 0       | 0        |
| Međunarodne       | 2       | 0        |
| Splitski podsavez | 0       | 0        |
| Ukupno            | 17      | 0        |
| Prijateljske      | 28      | 0        |
| Sveukupno         | 45      | 0        |